# Normunds Miezis
Normunds Miezis est un joueur d'échecs letton né le 11 mai 1971 à Olaine.
Au 1er avril 2019, il est le septième joueur letton avec un classement Elo de 2 468 points.

## Biographie et carrière
Miezis a remporté le championnat de Lettonie en 1991 et 2006. Il obtint le titre de grand maître international en 1997. Il finit 
- 1er-3e de l'open Staufer de Schwäbisch Gmünd en 1996 (7,5 / 9)[2] ;
- vainqueur du tournoi international de Gonfreville en 1999 (10 / 13)[3] ;
- vainqueur au départage de l'open de Winterthour en octobre 2001 devant Vadim Milov (7,5 / 9)[4] ;
- vainqueur du tournoi de MI de Gausdal B en 2002[5] ;
- deuxième de l'open Troll Masters de Gausal en janvier 2003 (7,5 / 10, victoire de Rozentalis)[6] ;
- vainqueur du tournoi de MI de Gausdal en avril 2003 (9 / 11)[7] ;
- vainqueur de l'open de Winterthour en octobre 2003 (8 / 9)[8]
- 1er-5e de la Rilton Cup en Suède en 2005-2006 (7 / 9)[9] ;
- vainqueur du mémorial Otto Ibenfeldt de Gausdal en 2006 (8 / 9)[10]
- vainqueur du tournoi de grands maîtres Kaupthing Bank de Reykjavik (7,5 / 9)[11] ;
- vainqueur de l'open de Reykjavik en avril 2007 (7 / 9)[12] ;
- seul vainqueur de l'open Staufer de Schwäbisch Gmünd en janvier 2015 (7,5 / 9)[13] ;
- 1er-3e de l'open Paskturneringen à Norrköping en avril 2015 (7 / 9)[14]
- 1er-3e de l'open Staufer de Schwäbisch Gmünd en 2017 (7 / 9)[15] ;
- vainqueur du Gonzaga Classic Masters de Dublin en janvier 2017 (4,5 / 5)[16] ;
- vainqueur du championnat open rapide de Lituanie à Panevėžys en août 2017 (9 / 11)[17].

Il a représenté la Lettonie lors de neuf olympiades de 1998 à 2014, marquant plus de 60 % des points en 88 parties (il jouait au premier échiquier de l'équipe lettonne en 2000, 2008 et 2010). Il a participé à cinq championnats d'Europe des nations, remportant la médaille d'argent individuelle au troisième échiquier en 1999.